# Ian Joy
Pour les articles homonymes, voir Joy.
Ian Joy est un footballeur américain né le 14 juillet 1981 à San Diego, Californie, États-Unis.

## Carrière
- 2000 :  Montrose FC
- 2001 :  Kidderminster
- 2002-2003 :  Chester City
- 2003 :  Columbus Crew
- 2004-2005 :  Hambourg SV
- 2005-2007 :  FC St. Pauli
- 2008- :  Real Salt Lake